# Lillrörtjärnen (Ströms socken, Jämtland)
Lillrörtjärnen är en sjö i Strömsunds kommun i Jämtland och ingår i Ångermanälvens huvudavrinningsområde.